# Jules Bessan
Jules Yao Bessan  (né le 14 avril 1979) est un nageur béninois, spécialiste de nage libre.
Il a représenté son pays aux Jeux olympiques d'été de 2016 au 50 mètres nage libre où il s'est classé 77e avec un temps de 27,32 secondes. Il ne s'est pas qualifié pour les demi-finales.
Bessan détient le record national béninois du 50 mètres nage libre et du 50 mètres brasse.